# Articulación sacro-ilíaca
La articulación sacro-ilíaca o sacroilíaca (a menudo abreviada como ASI o SI) es una articulación que se halla entre el hueso sacro y la porción ilíaca del hueso coxal de la pelvis, firmemente reforzada por varios ligamentos. Es una articulación fuerte que se encarga de soportar el peso de la mitad superior del cuerpo humano, transmitiéndolo a los miembros inferiores. Se trata de una articulación sinovial de tipo plana en su tercio anterior y, a su vez, fibrosa de tipo sindesmosis en sus dos tercios posteriores.
El cuerpo humano posee dos articulaciones sacro-ilíacas: una a la izquierda y otra a la derecha, las cuales conectan al sacro con sendos huesos coxales. Suelen ser relativamente simétricas a ambos lados, aunque es frecuente encontrar variabilidades anatómicas a nivel individual.
Su palpación superificial se puede realizar en la localización de las fosas u hoyuelos de Venus.

## Estructura

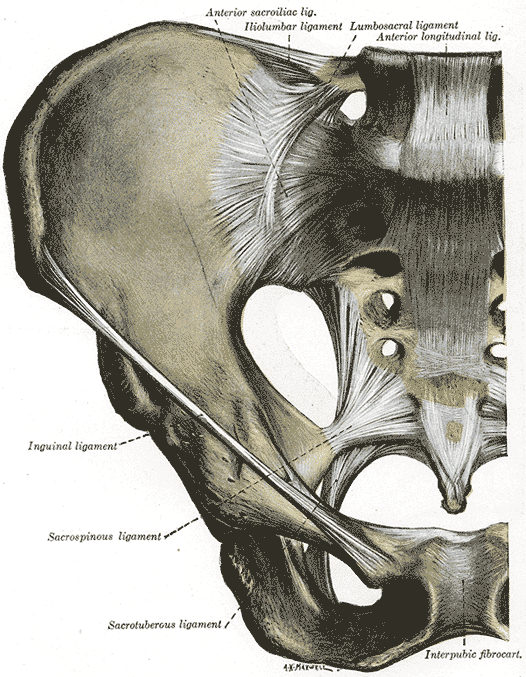
Articulaciones de la pelvis. Visión anterior.

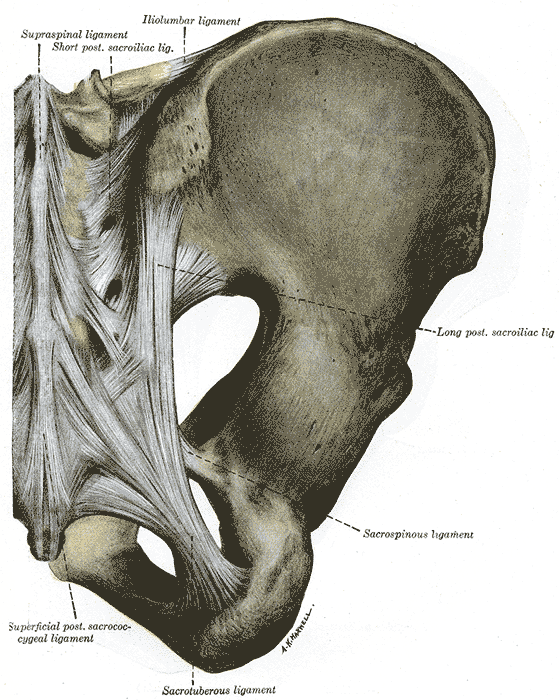
Articulaciones de la pelvis. Visión posterior.

Esta articulación, a menudo descrita con forma semilunar o de oreja, se desarrolla entre las carillas articulares laterales del sacro que lo conectan con el hueso coxal a través de una articulación situada a la altura de la espina ilíaca postero-superior. El cartílago articular de la articulación es bastante rugoso, siendo el cartílago del lado sacro dos veces más grueso que el del lado ilíaco. Además, posee dos tipos distintos de cartílago en su superficie: la carilla articular sacra se encuentra recubierta por cartílago hialino, mientras que en la cara ilíaca hay fibrocartílago. La estabilidad de la articulación la proporcionan, principalmente, sus fuertes ligamentos intrínsecos e intrínsecos. El espacio articular entre las dos superficies articulares puede variar entre 0.5 y 4 mm.
Con la edad, las características de la articulación sacro-ilíaca varían en gran medida. En las etapas más tempranas del desarrollo, las superficies articulares tienen un relieve aplanado que, con el avance de los años, irán progresando hacia una morfología más irregular, debido principalmente al impacto de las fuerzas de coaptación durante la marcha. El encaje curvo de la articulación, así como la fuerza y cantidad de los ligamentos adyacentes, hacen que difícilmente se den casos de luxación o subluxación.

### Ligamentos
Los ligamentos que se hallan en esta articulación son los siguientes:
- Ligamento sacro-ilíaco anterior.
- Ligamento sacro-ilíaco interóseo.
- Ligamento sacro-ilíaco posterior.
- Ligamento sacro-tuberoso.
- Ligamento sacro-espinoso.

En el lado interno de la pelvis se anclan los ligamentos sacroilíacos anteriores. En el lado dorsal, sobre todo, los ligamentos sacroilíacos interóseos y posteriores. Los ligamentos sacroilíacos interóseos son de carácter robusto y discurren profundamente posteriores a la articulación sacroilíaca, desde la tuberosidad ilíaca medialmente hacia la tuberosidad sacra. Al ser más profundos, se encuentran totalmente tapados por los ligamentos sacroilíacos posteriores.
El complejo ligamentario contribuye a mantener al hueso sacro encajado en el anillo pelviano en bipedestación y evita el deslizamiento del hueso sacro hacia el interior de la cavidad pelviana. Además, los ligamentos sacroespinosos y sacrotuberosos proporcionan una fijación adicional para ambas articulaciones e impiden que la pelvis bascule hacia atrás.

## Función
La articulación consigue minimizar el efecto traumático en los cambios bruscos de distribución del peso corporal de un lado a otro en ambas direcciones a través de movimientos de rotación en un eje transverso. Además, se ha descrito que tiene un rol importante a la hora de absorber el impacto energético durante la marcha, proporcionando flexibilidad a la pelvis durante la deambulación y sujetándola al realizarse movimientos de rotación de esta sobre la columna. Su función más importante, sin embargo, corresponde a la de reducir el cizallamiento en la fase de frenado o desaceleración que se da al posar el talón en el suelo durante la fase de apoyo inicial de la marcha.
Su capacidad de movimiento se limita al estiramiento de los ligamentos y la separación de las carillas articulares a través del aumento del espacio articular. Sus movimientos, aun siendo muy reducidos, se pueden resumir en:
- Inclinación anterior de ambos coxales con respecto al sacro.
- Inclinación posterior de ambos coxales con respecto al sacro.
- Inclinación anterior de un coxal con inclinación posterior del otro en un movimiento antagonista. Ocurre durante la marcha.
- Flexión sacra con respecto a ambos coxales.
- Extensión sacra con respecto a ambos coxales.

Un incremento de la carga que soporta el sacro supondría un aumento de tensión de los ligamentos posteriores, causando una mayor impactación del sacro en los coxales y una reducción de la movilidad de la articulación. La principal razón por la que el movimiento se halla tan limitado es por el encaje articular con relieve irregular que se manifiesta con zonas de depresión y de protrusión en las carillas articulares, actuando de manera similar al mecanismo de una llave.

## Importancia clínica
La articulación sacroilíaca es frecuentemente una fuente de dolor debido a una inflamación crónica o a una enfermedad degenerativa (por ejemplo, por espondilitis anquilosante o enfermedad de Behçet); o por traumatismo durante la actividad deportiva. También puede ser la expresión de un estado general de debilidad o de relajación ligamentaria que a menudo están relacionados con el embarazo o la terapia hormonal, en cuyos casos presenta hipermovilidad. Con frecuencia, el bloqueo de la articulación (por ejemplo, por una repentina acción de fuerza mal amortiguada por un salto que provoca el encastramiento del sacro) lleva a una dilatación de la cápsula articular, haciendo que se perciban los movimientos corporales como muy dolorosos.
En la evaluación clínica, se puede utilizar distintos tests para reproducir el dolor sacro-ilíaco del paciente. Entre estos, los más comunes son:
- Fortin finger sign: el dolor se reproduce tras aplicar presión con los cuatro dedos de la mano en la localización superficial de la articulación sacro-ilíaca.
- Test de Patrick o FABER: el dolor se reproduce al realizar flexión de rodilla con abducción y rotación externa de cadera.
- Test de compresión: el dolor se reproduce al aplicar presión hacia medial sobre ambas espinas ilíacas antero-superiores.[10]
- Test de distracción: el dolor se reproduce al aplicar presión hacia lateral sobre ambas espinas ilíacas antero-superiores.[11]
- Test de Gaenslen: el dolor se reproduce al flexionar la cadera del lado afecto y dejar caer el otro miembro inferior por fuera de la camilla.
- Test de presión femoral: el dolor se reproduce tras flexionar y ligeramente aducir la cadera y aplicar un movimiento de coaptación de la articulación coxo-femoral.
- Sacral thrust test: el dolor se reproduce cuando, estando en prono el paciente, se le aplica una presión ventral en el sacro.

La probabilidad de que el dolor tenga como origen la articulación sacro-ilíaca aumenta de forma correlativa al número de positivos resultantes de los tests de provocación.

### Inflamación
La inflamación de la articulación sacro-ilíaca se conoce como sacroileítis. Esta suele manifestarse como dolor referido en la cara posterior de la nalga, en la zona glútea o en la columna lumbar. Puede resultar difícil de diagnosticar por la similitud de sus síntomas con otras patologías. Aunque es relativamente infrecuente, este dolor suele deberse a la presencia de enfermedades crónicas degenerativas como espondilitis anquilosante o artrosis. Algunos ejemplos de patologías no degenerativas que pueden causar dolor a este nivel pueden ser artropatías psoriásicas, hiperparatiroidismo u otras enfermedades de origen infeccioso.

## Galería

Imagen rotatoria de la articulación mostrando la superficie articular del hueso ilíaco. El hueso sacro se muestra semi-transparente.
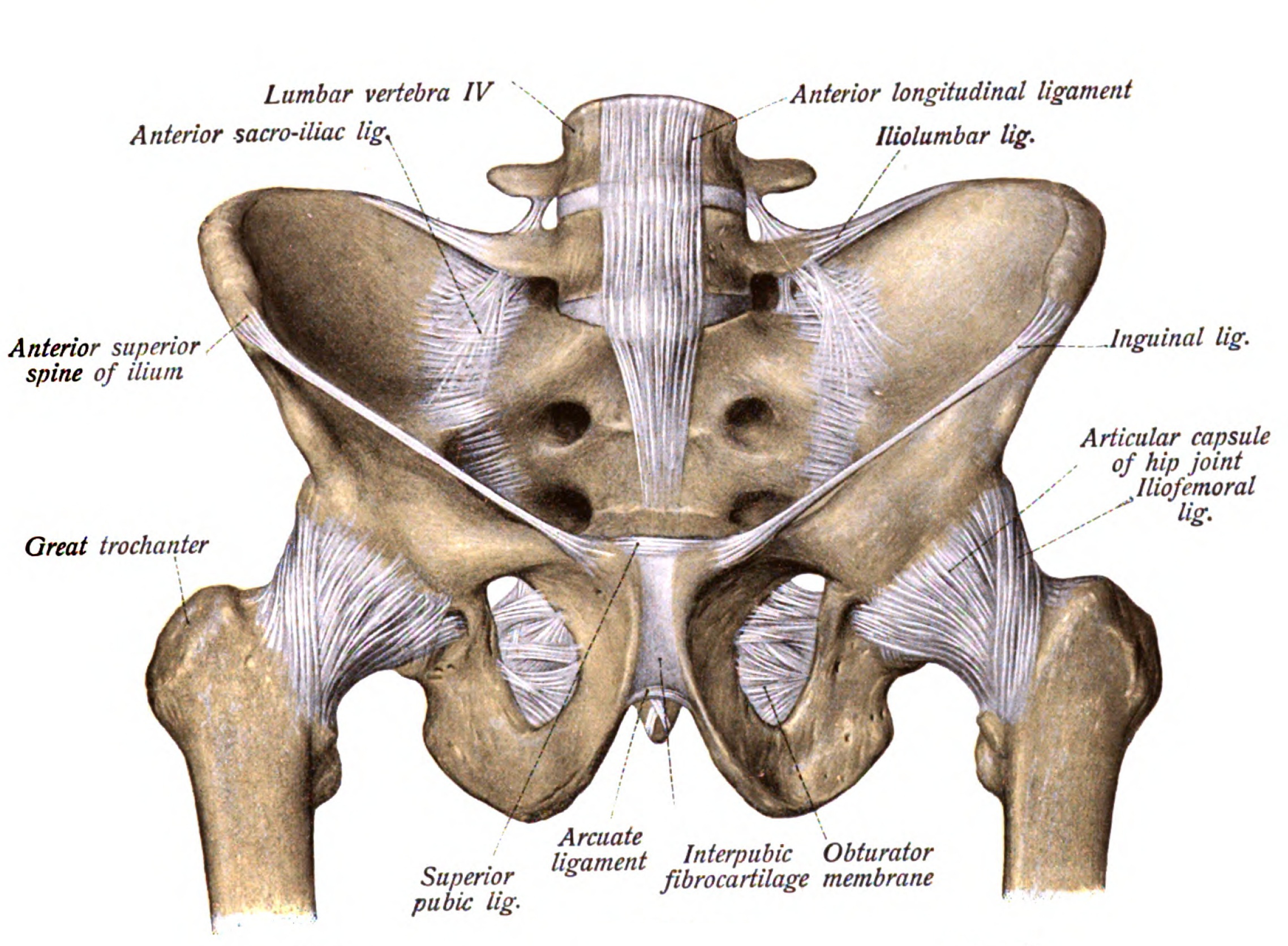
Ligamentos de la pelvis. Visión anterior.
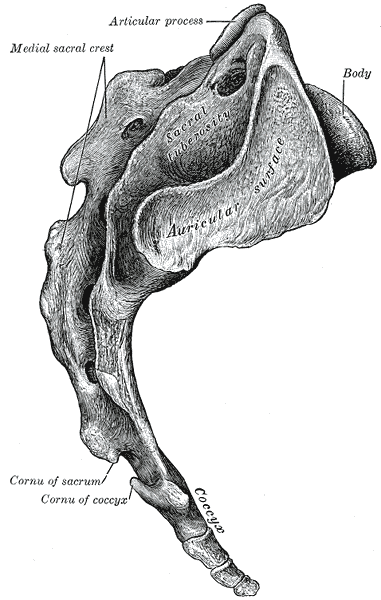
Vista lateral del sacro con descripciones en inglés. Se muestra la carilla articular del sacro que conecta con el ilíaco (descrito como Auricular surface).